# Can Vila (Bàscara)
Can Vila és una casa del municipi de Bàscara (Alt Empordà) inclosa en l'Inventari del Patrimoni Arquitectònic de Catalunya.

## Descripció
Situat dins del nucli antic de la població de Bàscara, a l'extrem nord del terme i delimitat entre la plaça i la travessera de l'Església.
Edifici cantoner de planta rectangular, format per diversos cossos adossats, amb les cobertes de teula d'una i dues vessants i distribuït en planta baixa i dos pisos. La façana principal, orientada a la travessera de l'Església, és asimètrica i presenta un gran portal de mig punt adovellat, situat a la cantonada entre els cos principal i una de les ampliacions posteriors. La resta d'obertures són rectangulars i estan emmarcades amb carreus de pedra ben desbastats i les llindes planes. Destaquen les dues finestres cantoneres situades damunt del portal d'accés i el parament esgrafiat simulant carreus ben desbastats, del segle xviii. La façana orientada a la plaça presenta un cos adossat amb terrassa al nivell del primer pis, i tres voltes d'arc rebaixat a la planta baixa, que conserven restes de l'encanyissat. Sota les voltes hi ha un portal d'accés directe a l'habitatge. L'interior presenta estances cobertes amb voltes i d'altres amb empostissats de fusta.

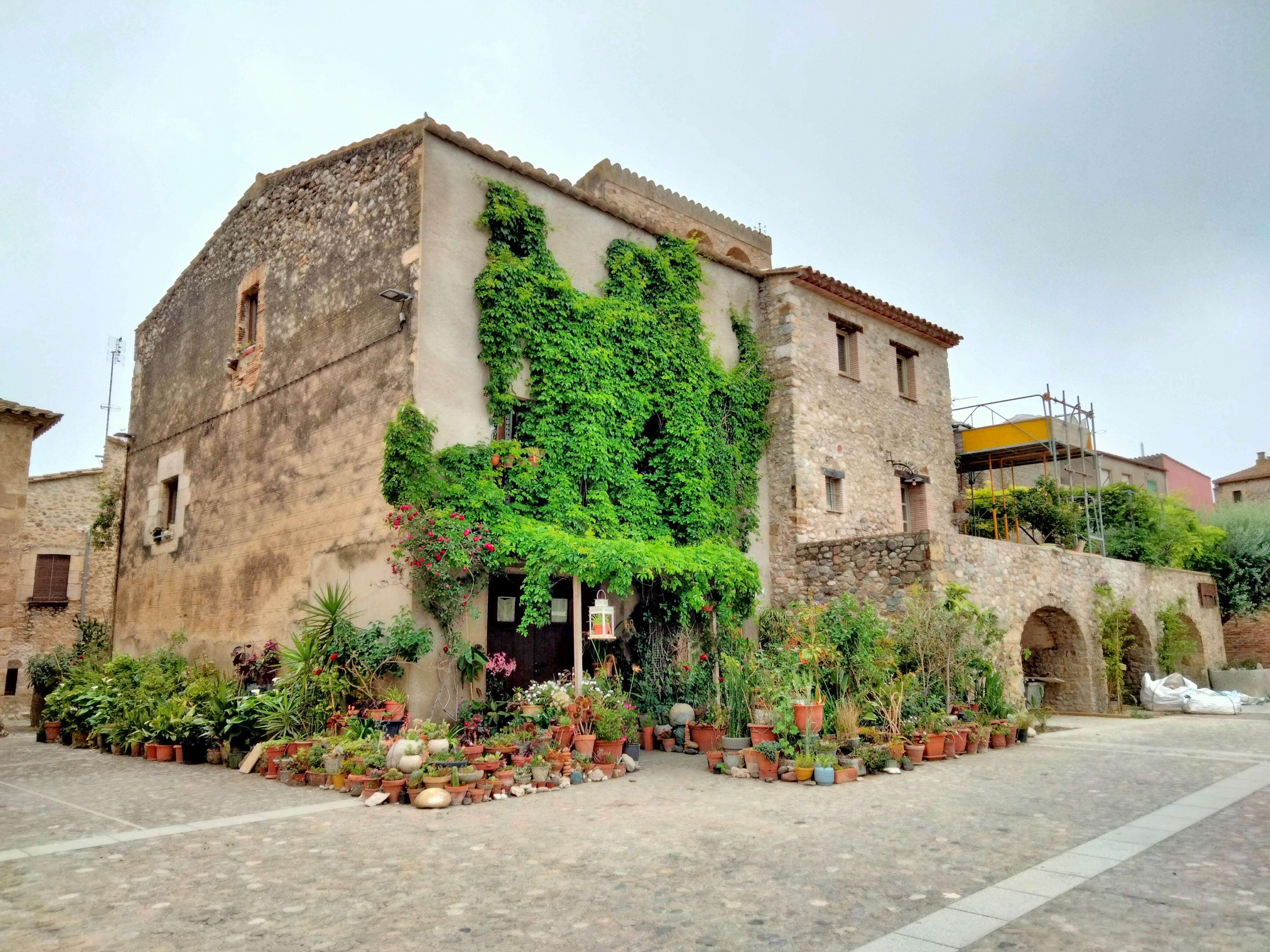
Façana que dona a la plaça de l'Església

La construcció, tot i que reformada, és bastida amb pedra desbastada i còdols lligats amb morter de calç.

## Història
L'edifici fou bastit com a casal o palau del bisbe de Girona a la població de Bàscara, durant l'edat mitjana. Sabem que aquest palau episcopal estava fortificat, fins i tot en algun document se'l anomena castell, i estava administrat pel castellà, representant del bisbe.
Mitjançant un document de l'any 1347, sabem que el palau amenaçava ruïna davant el perill d'enderrocament de la torre del palau. Hi ha documentades diverses estades dels bisbes al palau, de les que destaca la iniciada el desembre de 1420 i finalitzada el gener 1421. En aquest període, la població fou la capital provisional de la diòcesi.
Els terratrèmols succeïts entre els anys 1427 i 1428 van malmetre considerablement l'edifici, tot i que no es restaurà de seguida, ja que l'any 1437 es feu una relació dels espais i les estances que calia reparar. Actualment no es conserva cap element d'aquest palau que correspongui a l'època medieval.
Entre els segles xvii i xviii, l'edifici fou la casa pairal dels notaris del mateix nom, que es varen emparentar amb els Castelló. Entre els seus membres més importants destaquen Ramón Castelló Vila, notari de Bàscara, i Miquel Castelló Vila, canonge de la catedral. S'ha conservat el testimoni del pas i l'estada a la població del rei Felip V l'any 1702. Venia de les guerres del nord d'Itàlia i anava cap a Madrid. El rei s'allotjà a l'edifici de can Vila, propietat en aquell moment de Teresa Vilar Vila.
Per la documentació antiga que es conserva sabem que la façana principal presentava un parament arrebossat i decorat amb esgrafiats, datat al segle xviii i actualment desaparegut.